# Grønlandsbanken
GrønlandsBANKEN er en Grønlandsk bank, med hovedkvarter i Nuuk. 
Banken blev stiftet i 1967 af flere danske banker (2/3 af aktiekapitalen) og Danmarks Nationalbank (1/3). Den regnes som Grønlands første bank, selv om den danske bank Bikuben 9 måneder tidligere havde åbnet en filial i Nuuk. Bankens åbningsdag var 1. juli 1967. 
I 1997 fusionerede banken med Nuna Bank, som blev etableret i 1985, ved at overtage Bikubens fire afdelinger i Grønland. Beslutningen blev gjort i de to respektive bankers generalforsamlinger i april 1997, med virkning fra 1. januar 1997. 
Pr. marts 2008 har banken ca. 60.000 kunder.

## Links
- Officielle hjemmeside

- Wikimedia Commons har flere filer relateret til Grønlandsbanken

64°10′31.3″N 51°44′18.64″V / 64.175361°N 51.7385111°V